# Harold Bolingbroke Mudie
 (mai 2021).
Si vous disposez d'ouvrages ou d'articles de référence ou si vous connaissez des sites web de qualité traitant du thème abordé ici, merci de compléter l'article en donnant les références utiles à sa vérifiabilité et en les liant à la section « Notes et références ».
Harold Bolingbroke Mudie, né le 30 janvier 1880 à Londres  et décédé le 6 janvier 1916 à Forges-les-Eaux (France), était un espérantiste britannique. Il a été le premier président de l'Association universelle d'espéranto. 

## Biographie
Il a appris l'espéranto en 1902, après l'avoir lu dans la Review of Reviews. En novembre 1903, il fonde la gazette La Esperantisto, grâce à une garantie financière de William Thomas Stead ; néanmoins, le magazine s'est avéré rentable. Lorsque le magazine est uni à The British Esperantist, en janvier 1906, il rejoint son comité de rédaction. Il était un fervent partisan de la publication du Nouveau Testament en espéranto. 
Il était un défenseur de la promotion de l'espéranto dans d'autres pays, dont plusieurs qu'il a visités lors des congrès mondiaux d'espéranto . 
Il a d'abord été vice-président, puis président (de 1912 à 1916) de l' Association d'espéranto de Grande-Bretagne. En 1908, il est devenu président de la toute nouvelle Association universelle d'espéranto. Eduard Stettler l'a nommé "président depuis sa naissance", en raison de sa grande capacité rhétorique. Il était membre du Lingva Komitato, le précurseur de l'actuel Akademio de Esperanto. 
Après le début de la Première Guerre mondiale, il rejoint l'armée et devient rapidement capitaine. En janvier 1916, il mourut dans un accident de voiture à Forges-les-Eaux en France. Il est enterré au cimetière de Forges-les-Eaux. 
Un nouveau président de l'Association mondiale d'espéranto n'a été nommé qu'en 1919 - l'ancien vice-président, Hector Hodler.